# (12818) Tomhanks
(12818) Tomhanks ist ein Asteroid des Hauptgürtels, der am 13. April 1996 von Spacewatch entdeckt wurde.
Er erhielt seinen Namen zu Ehren des Schauspielers Tom Hanks. Die Benennung erfolgte am 18. März 2003.